# Скунский камень

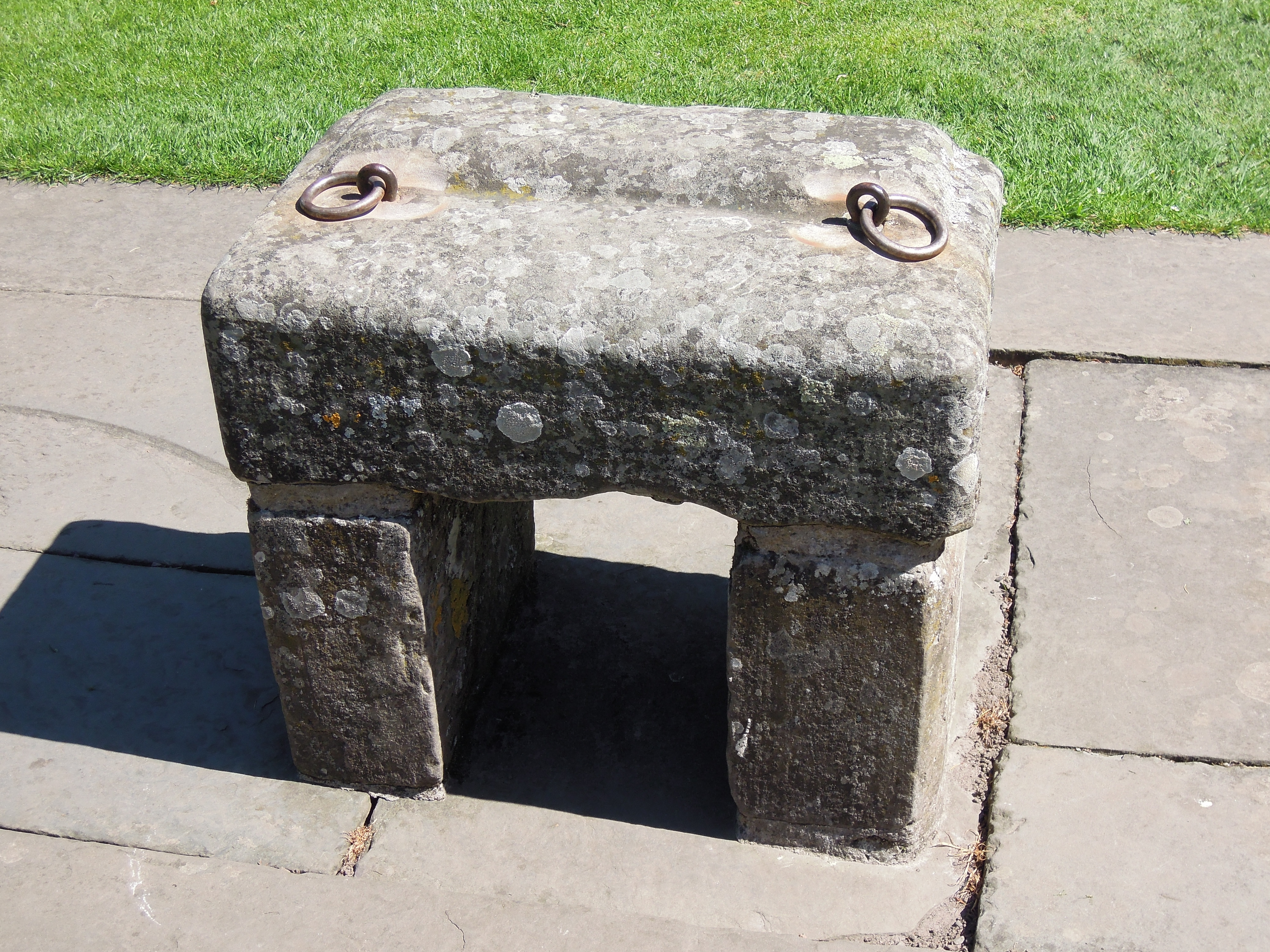
Копия камня, лежащего на каменных опорах, на территории Скунского аббатства

Ску́нский камень (гэльск. Clach Sgàin, англ. Stone of Scone), также известный под названиями Камень Судьбы (гэльск. Clach na Cinneamhainn, англ. Stone of Destiny) и Коронационный камень (англ. Coronation Stone) — священная реликвия Шотландии, представляющая собой кусок древнего красного песчаника массой 152 кг и размером 66 × 42,5 × 26,7 см. С одной стороны на камне выгравирован крест, с другой стороны приделаны два кольца, предназначенные для перемещения реликвии. До конца XIII века камень хранился в Скунском аббатстве (местечко Скун в области Гоури). На протяжении веков на камне короновались шотландские и английские монархи, а также, вероятно, короли Дал Риады.

## Легенды о происхождении
О происхождении камня не известно ничего определенного. В средневековой литературе его нередко отождествляли с камнем Иакова (англ. The Pillow Stone). По другой версии, этот камень использовался в качестве алтаря во время миссионерских путешествий Святого Колумбы.
В 2024 году британские ученые провели повторное исследование Камня судьбы. Оно подтвердило, что камень был добыт в районе Скун. Новый анализ выявил следы износа и ног на поверхности камня, что указывает на то, что Скунский камень мог многократно использоваться в качестве ступени, на которую наступали важные персоны в торжественных обстоятельствах.
Одно из преданий гласит, что у фараона Рамсеса II была дочь по имени Скота. После того как израильтяне перешли Красное море, принцесса покинула Древний Египет и более тысячи лет блуждала по Ближнему Востоку в поисках собственной земли обетованной, дошла до Испании и направилась в Ирландию. Добравшись до северного побережья Ирландии, она наконец нашла то, к чему так долго стремилась, — земли, позже названные Шотландией. Скотты и пикты, по одной из версий легенды, были потомками Скоты и её мужа Гателы, царя скифов. Считается, что Скота и привезла с собой в Шотландию большой камень, впоследствии названный Скунским.
Ещё одна легенда утверждает, что камень принадлежал Гателе (а не Скоте), который, спасаясь от чумы, забрал его из Сирии в Египет, а затем, по совету Моисея, направился с женой и камнем в Испанию и, наконец, отправил Скунский камень в ту область Ирландии, которая потом перешла к Шотландии.

## История

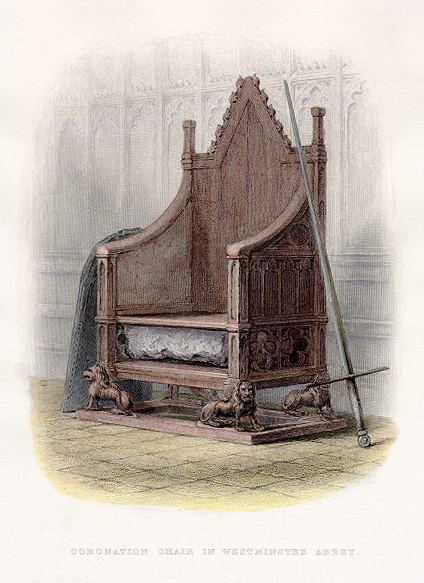
Кресло в честь короля Эдуарда (Исповедника), в основании которого находился Скунский камень. Сделано по заказу короля Эдуарда I в конце XIII века

Большинство историков склоняется к тому, что во времена Дал Риады камень находился в Дунадде, пока в 840-е годы король Кеннет I не перевёз его в Скун, после чего короли Шотландии во время церемонии коронации сидели на этом камне (точнее — на троне, в основание которого был помещён камень). По другой версии, камень был вывезен пиктами из Тары.
В 1296 году английский король Эдуард Длинноногий захватил Скунский камень в числе других военных трофеев и перевёз его в Вестминстерское аббатство. Там реликвию поместили под сиденье деревянного трона (кресло короля Эдуарда), на котором короновались английские монархи.  Однако среди шотландских патриотов бытует мнение, что монахи из Скуна утопили настоящий камень в реке Тей или зарыли его на холме Дансинан.
В 1328 году между Англией и Шотландией был заключён Нортгемптонский договор — мирное соглашение, согласно одному из пунктов которого Скунский камень должен был быть возвращён Шотландии. Но ему было суждено оставаться в Англии ещё шесть столетий. В июне 1914 года лондонские суфражистки повредили камень, активировав поблизости взрывное устройство.

### Похищение в 1950 году
Рождественским утром 25 декабря 1950 года четверо шотландских студентов из университета Глазго (Ян Гамильтон, Гэвин Вернон, Кей Мэтисон и Алан Стюарт) незаметно проникли в Вестминстерское аббатство и похитили Скунский камень. При выковыривании камня из трона они повредили основание трона, камень провалился на пол и раскололся на две неравные части. В Глазго студенты нашли каменщика (Роберта Грея), который склеил обломки, и спрятали камень в сломанном тракторе.
Похищение камня вызвало огромный общественный резонанс в Шотландии, тем более что попытки похищения камня шотландскими националистами бывали и ранее, но ни одно из них не увенчалось успехом. Истории похищения камня посвящены фильм Чарльза Мартина Смита «Камень судьбы» (2008) и один из эпизодов сериала «Горец» (где похитителями оказываются главные герои сериала — Дункан Маклауд и его друзья).
Не желая превращать символическое похищение в банальную кражу, студенты 11 апреля 1951 года принесли камень в развалины Арбротского аббатства (знаменитого тем, что здесь в начале XIV века была принята декларация о независимости Шотландии) и анонимно сообщили полиции о его местонахождении. Власти возвратили камень в Вестминстерское аббатство только в феврале 1952 года, и он был вновь помещён в основание Коронационного трона. В 1953 году на нём была коронована королева Елизавета II.

### Возвращение в Шотландию
В 1996 году правительство Великобритании приняло решение передать камень Шотландии, однако было оговорено, что англичане будут заимствовать его на время коронаций. В день Святого Андрея (30 ноября того же года) Скунский камень вернулся в Шотландию и был помещён рядом с шотландскими королевскими регалиями в Эдинбургском замке. В этот памятный для всей Шотландии день около 10 тысяч человек выстроились вдоль Королевской Мили для того, чтобы увидеть собственными глазами процессию сопровождающих Скунский камень священнослужителей и солдат. По настоящее время все маршруты перемещения камня для реставрационных, научных и коронационных целей являются государственной тайной.

### Коронация 2023 года
28 апреля 2023 года камень был почетным образом упакован и отправлен из замка Эдинбурга в Лондон для коронации Карла III.